# Luxure (film, 1976)
Pour plus de détails, voir Fiche technique et Distribution.
Luxure est un film érotique réalisé par Max Pécas en 1976. Il en existe deux versions, l'une érotique soft, l'autre pornographique.

## Synopsis
Laure Delambre est une jeune femme développant des tendances suicidaires depuis sa séparation avec son amant. Elle prend une chambre à l'"Auberge des Champs", un lieu où elle venait tous les ans avec son amant, dans l'intention de se donner la mort. Elle doit auparavant éconduire Carlos le gérant de l’établissement dont l'empressement lui est pénible. Les cloisons étant minces entre les chambres, elle entend alors que dans la location contiguë, Peter et Ursula, deux jeunes mariés s'amusent follement et font l'amour. Cette présence d'un bonheur proche lui redonne un peu goût à la vie d'autant qu'elle va s'apercevoir que Peter présente une ressemblance frappante (moustaches exceptées) avec son ancien amant. Et tandis que le gérant poursuivra son harcèlement, Laure s'amusera à exciter Peter. Un jour qu’Ursula s'absente pour aller chez le coiffeur, Laure entre dans la chambre de Peter et s'offre à lui. Mais Carlos dissimulé derrière un rideau a tout vu. S’ensuit un chantage, Carlos ne dira rien à Ursula si Laure cède à Carlos. Laure ne souhaitant pas entraver le bonheur des deux jeunes mariés accepte le chantage, et Carlos la livrera à cinq hommes avant de la prendre lui-même. Ursula n'est pas dupe de ce qui s'est passé entre Peter et Laure, mais le prendra avec philosophie. Le lendemain Laure quitte l'auberge, refuse de reprendre le revolver que Carlos lui avait volé, puis prenant un homme en stop conclura le film en disant :"Toutes les auberges se ressemblent... tous les hommes aussi... et tous les rêves."

## Fiche technique
- Production : Max Pécas
- Réalisation : Max Pécas
- Scénario : Max Pécas et Barbara Sommers
- Genre : érotique / pornographique (deux versions)
- Musique : Derry Hall
- Photographie : Roger Fellous
- Pays :  France
- Durée : 80 minutes
- Dates de sortie : 
  -  France : 18 août 1976

## Distribution
- Karine Gambier: Laure Delambre
- Richard Darbois: Peter, le jeune marié et Jacques Delambre, l'ex de Laure.
- Pierre Danny: Carlos, le gérant de l'hôtel
- Corinne Lemoine: Ursula, la jeune mariée
- Richard Allan : l'un des participants du gang-bang
- Charlie Schreiner : l'un des participants du gang-bang
- Jacques Insermini : l'un des participants du gang-bang
- Carmelo Petix : l'un des participants du gang-bang
- Sandra Martin